# Bugalhos
Bugalhos ist eine Gemeinde (Freguesia) im portugiesischen Kreis Alcanena. In ihr leben 963 Einwohner (Stand 19. April 2021).